# Cotinis lemoulti
Cotinis lemoulti är en skalbaggsart som beskrevs av Franz Antoine 2007. Cotinis lemoulti ingår i släktet Cotinis och familjen Cetoniidae. Inga underarter finns listade i Catalogue of Life.